# Sedm slovanských kmenů

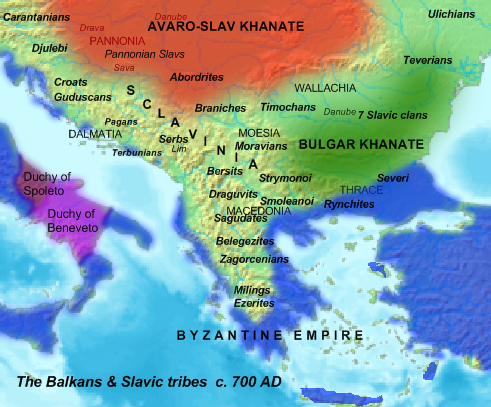
Přibližná mapa rozšíření jihoslovanských kmenů v 8. století n. l.

Sedm slovanských kmenů (bulharsky: Седем славянски племена, Sedem Slavjanski plemena) byl svazek slovanských kmenů v oblasti mezi Starou planinou a Dunajem. Byl to první slovanský státní útvar na Balkáně, který vznikl kolem poloviny 7. století a podílel se na vzniku první bulharské říše spolu s Bulhary.
Od svého vzniku byl nucen čelit výbojům Byzantské říše. V 70. letech 7. století uzavřel svaz spojenectví s Prabulhary, kteří tehdy pronikali na Balkánský poloostrov. Svaz uznal svrchovanost chána Asparucha a společně s ním zvítězili na jaře 681 nad byzantskými vojsky. V letech 681–1018 trvala tzv. První bulharská říše. Bulhaři byli méně početní, tudíž se do 10. století asimilovali a přijali slovanský jazyk.